# Vid Silversjöns strand
Vid Silversjöns strand (originaltitel: By the Shores of Silver Lake) är femte delen i bokserien Lilla huset på prärien, av Laura Ingalls Wilder. Den kom ut på engelska 1939 och på svenska 1957.

## Handling
Laura och hela familjen Ingalls lämnar sitt hus vid Plommonån. Mary som successivt blivit blind behöver bo någonstans där hon kan få hjälp. Familjen flyttar därför till en stad där det finns skolor för blinda och där även Charles kan få jobb. På sin nya boendeort får familjen uppleva allehanda äventyr. 

## Filmatiseringar
Bokserien filmatiserades som TV-serien Lilla huset på prärien från 1974 och framåt. Familjen Ingalls spelas där av Michael Landon, Karen Grassle, Melissa Gilbert, Melissa Sue Anderson och Lindsay Sidney Greenbush.